# 貝卡多倫山
45°57′39″N 7°29′49″E / 45.96083°N 7.49694°E

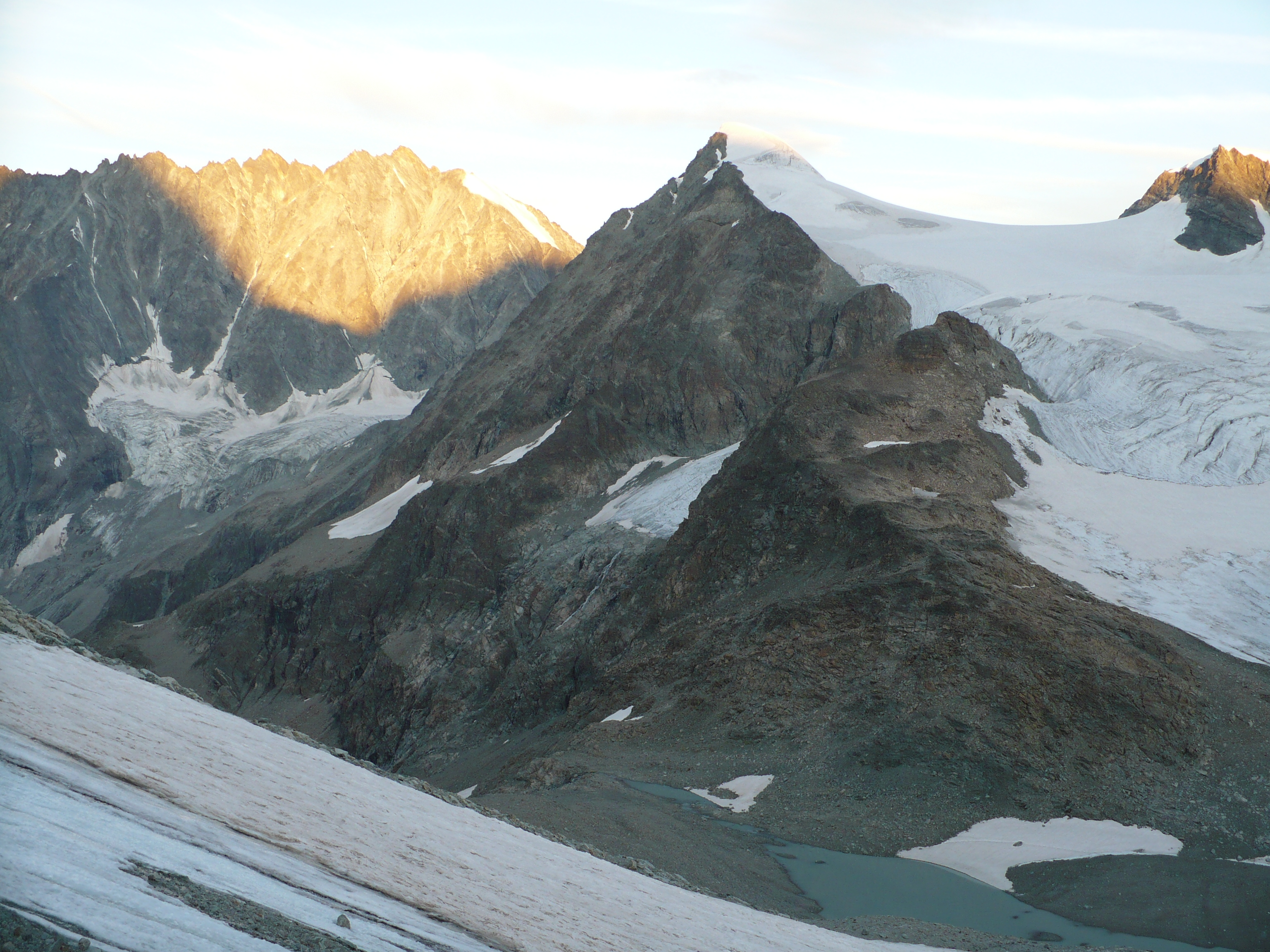

貝卡多倫山（義大利語：Becca d'Oren），是南歐的山峰，位於瑞士和意大利接壤的邊境，由瓦萊州和瓦萊達奧斯塔大區負責管轄，屬於本寧阿爾卑斯山脈的一部分，海拔高度3,525米。